# Cnemidophorus murinus
Cnemidophorus murinus là một loài thằn lằn trong họ Teiidae. Loài này được Laurenti mô tả khoa học đầu tiên năm 1768.